# Parque Pleistoceno
O Parque Pleistoceno (Russo: Плейстоценовый парк) é uma reserva natural ao sul de Chersky coord 69º30'N - 161º30'L na Iacútia no norte da Sibéria onde está sendo feita uma tentativa de recriar o ecossistema das estepes como floresceu durante a última Idade do Gelo.
Nessa última ‘’Idade do Gelo’’ o nordeste da Ásia permaneceu como um refúgio coberto por vegetação, no qual havia muitos animais como Bisontes e Mamutes Lanosos. Porém, há cerca de 10 mil anos, com o fim do ‘’Período Glacial’’, esse ecossistema desapareceu. Agora, no entanto, um cenário de Idade do Gelo está de volta a partir de iniciativa de cientistas russos, que estabeleceram o ‘’Parque pleistoceno’’.

## Tamanho e administração
O Parque Pleistoceno tem uma extensão de 160 km², sendo uma Reserva florestal de posse e administrada por uma entitade sem fins lucrativos, a Associação do Parque Pleistoceno, da qual fazem parte ecologistas da Estação Científica Nordeste de Chersky e do Instituto das Pastagens de Yakutsk. Essa reserva é circundada por um cinturão de terra de 600 km², uma zona intermediária de proteção que será adicionada ao parque, depois que os animais estiverem bem estabelecidos.

## Objetivos
Os esforços vem sendo conduzidos pelo pesquisador russo Sergey Zimov, que tem a esperança de confirmar a hipótese de que foi a caça, não as mudanças de clima, o que destruiu a vida selvagem. Esse cientista pretende recriar uma 'estepe dos mamutes' no nordeste da Sibéria, como parte do Parque Pleistoceno, tendo os trabalhos iniciado com a colocação de cavalos selvagens, alces, renas e bisontes nesse parque, os quais, porém vêm removendo grandes quantidade de musgos e arbustos.
O maior desafio do Parque Pleistoceno é recriar a cobertura verde, as pastagens, da antiga Taiga/Tundra que tomava toda a região durante a Era do Gelo. O conceito básico é de que os animais, mais do que clima e temperaura, são os mantenedores do Ecossistema. Esse argumento é a justificativa para tornar novamente selvagem a área, a paisagem do Parque Pleistoceno, pela presença da megafauna que era abundante no local, o que foi constatado pelo fósseis aí encontrados.

## Fauna assentada
Já em 1988, numa primeira etapa para criar uma paisagem dessas eras antigas, foram introduzidos no Parque cavalos da Iacútia, os quais já foram aí abundantes no passado. Ao longo dos anos, os cavalos se multiplicaram e, em consequência, nas áreas de pastagem dos mesmos os musgos e ervas foram sendo substituídas por pastagens de grama e assim aumentou mais ainda a quantidade de cavalos. Junto com os cavalos outras espécies sobreviventes do Pleistoceno, como renas, carneiro das neves, alces, uapitis, foram aí estabelecidas em estado selvagem. Para obter-se uma restauração mais completa do antigo ambiente em toda sua biodiversidade, foi preciso aumentar ainda mais a população de animais diversos. Bisontes atuais retornados ao estado selvagem foram introduzidos no parque por sua similaridades ao extinto Bisonte da Estepes, o qual era abundante no local durante o Holoceno. Outro animal em introdução no local é o Boi almiscarado, uma espécie reminiscente da grande fauna do Pleistoceno que foi recentemente salva da extinção e hoje vive também em outras partes do norte da Rússia, no Canadá, Alasca e na Escandinávia central. Outros ungulados como iaques, camelos bactrianos, guanacos foram considerados para introdução na área.
A justificativa para implantação de camelídeos vem do fato de que esses animais teriam evoluído na América do Norte antes de serem aí extintos no final do período Pleistoceno. Seus "primos", no entanto, se espalharam para a América do Sul, onde deram origem a alpacas e lhamas, e para Ásia e daí para a África, locais onde evoluíram para camelos e dromedários. Populações desse animais devem ter existido no caminho entre a Ásia Central e o noroeste da América do Norte, caminho onde fica a Iacútia com seu Parque Pleistoceno. Outros herbívoros que existiram em grandes quantidades na região durante o Pleistoceno e que hoje estão próximos à extinção nos seus habitats, como o antílope Saiga e o antílope Tibetano, aí foram introduzidos, os quais consomem grandes quantidades das pastagens, mantendo o adequado equilíbrio ecológico no parque.
Um especto muito controverso quanto ao Parque é a reintrodução de carnívoros. Muitas das espécies já existem na região como  o lobo, o glutão, o Lince-euroasiático, a Raposa-vermelha e o Urso pardo da Eurásia. Porém, há recentes sugestões de introduzir mais carnívoros selvagens para manter um controle no crescimento das populações de herbívoros. Devem, assim, ser aí relocados exemplares do Leopardo-de-amur, espécie que esteve presente na região até tempos históricos, e que hoje tem dificuldades para sobreviver em pequeno habitat no extremo leste da Sibéria.
O mesmo foi proposto para o tigre siberiano, que é um dos maiores e mais temidos carnívoros terrestres, mas que sofre o mesmo triste fado do Leopardo-de-amur que peretence à mesma família, dos felídeos. Uma das reintegrações mais controversas é a do leão asiático. Muitos percebem o leão como sendo uma espécie estritamente africana. Isso seria uma verdade bastante forte pelo fato da existência do leão asiático estar praticamente extinto, sobrevivendo apenas numa pequena reserva na região de Gir no oeste da Índia. Os leões já foram uma das espécies mais espalhadas por toda Eurafrásia e mesmo nas Américas. Isso se evidencia pela presença nesses continentes de fósseis diversos de espécies como o Leão-europeu, o Leão-das-cavernas, o leão da Beríngia e o Leão-americano.
A provável melhor decisão para o Parque Pleistoceno seria a colocação dos raríssimos Leões Kaps oriundos do zoológico de Novosibirsk Nesse Zoo, "os Leões Africanos vêm sido mantidos desde os anos 50. Inicialmente eles foram transferidos para um pavilhão de inverno, mas depois passaram a ficar em jaulas de verão. A partir de 1968 os leões passaram a ser mantidos ao ar livre durante todo o ano, havendo variações de temperatura ambiente de +36 °C a -49 °C. Leões, tanto adultos como filhotes, sofreram com durante o inverno, mas, mesmo assim, nos últimos 40 anos nasceram mais de 60 filhotes"
Leões viveram lado a lado com humanos durante muitos milênios e somente em tempos mais recentes a maior parte das subespécies veio a desaparecer. Os Romanos e Gregos, por exemplo, registravam a existência de leões nas montanhas dos Balcãs e na Grécia até cerca de 100 d.C. Esses perigosos mas belos animais conviveram nas pastagens ao norte da Rússia com vários outros animais que ali ainda existem e também com outros que infelizmente já foram extintos na região, como as espécies: alce, rena, Eucladoceros, Urso-das-cavernas, hiena das cavernas,Corça siberiana, rinoceronte-lanudo, tigre siberiano, homotherium, bisonte-da-estepe, Alce-gigante, saiga, boi-almiscarado, Elasmotherium sibiricum, iaque, mamute-lanoso, carneiro das neves, glutão (ou wolverine), Lince-euroasiático e ainda muitos outros animais de menor porte que formam a totalidade da biodiversidade siberiana.
As idéias não se restringem, porém, apenas a megafauna existente. Há esperanças, ainda que remotas, de que num dia não muito distante no futuro a tecnologia de clonagem esteja desenvolvida a ponto de que se possa recriar o Mamute-lanoso, espécie de proboscídeo extinto ao final da Idade do Gelo. Evidências bem recentes sugerem que tal animal tenha sobrevivido até durante o Holoceno com população isoladas e indivíduos nanicos em ilhas remotas no Círculo Ártico, como a Ilha de São Paulo (ou Selmunett) e a Ilha de Wrangel, ambas localizadas relativamente próximas ao Parque Pleistoceno. Há evidências de essas populações mais recentes da Mamutes possam ter sobrevivido até cerca de 1700 a.C.

## Animais
Animais já presentes no parque:
Herbívoros:
- Rena (Rangifer tarandus): Presente antes do início do projeto (embora mais estão sendo trazidos para ajudar a simular as condições do Pleistoceno). Eles principalmente pastam nas montanhas do sul do parque. Este território não é afetado por inundações de primavera e dominada por florestas larício e matagal. Rena raramente visitar a planície de inundação. Além pastando ativamente (especialmente no inverno) que consulta em arbustos de salgueiro, árvore musgo e líquenes. (Números em parque no final de 2013: 10-50)
- Alce  (Alces alces): presentes antes do início do projeto, embora em número reduzido. Imigração de áreas vizinhas é estimulado. Devido à caça furtiva a densidade de alces na região diminuiu substancialmente nos últimos 20 anos. Para aumentar a densidade dos alces no parque, construções especiais foram adicionados à cerca em vários lugares que permitem animais de fora da área cercada para entrar no parque, enquanto não permitindo-lhes sair. Além de que os bezerros alces selvagens são capturados em outras regiões e transportados para o parque. É a maior espécie existente da família dos cervídeos e uma das maiores herbívoros no parque hoje. (Números em parque no final de 2013: 5-10)
- Cavalo yakutiano (a raça doméstica de Equus ferus caballus): As primeiras espécies a introduzir para o projeto, fossem importados de torno Srednekolymsk região começando em 1988. Estes animais são menores do que os cavalos normais e crescer o cabelo longo para a temporada de inverno para ajudá-los a sobreviver ao inverno frio. Estes são animais de pasto puramente - eles comem apenas a espécies de gramíneas, e visitar as florestas do parque apenas durante a inundação da mola. Em 2013, cinco potros nasceram. Na primavera de 2015, mais dez cavalos yakutiana foram adquiridos para aumentar a diversidade genética. (Números no parque no final de 2013: cerca de 30)

- Boi Almiscarado (Ovibos moschatus): Bois almiscarados chegaram no parque em setembro de 2010. Eles foram trazidos da ilha de Wrangel (em si repovoada com animais provenientes de América do Norte). Eles estão fazendo bem e estão agora totalmente crescido. Infelizmente, apenas os machos poderiam ser adquiridas, eo Zimovs são agora urgentemente à procura de fêmeas. (Números no parque no final de 2014: 4 machos)
- Bisão europeu (Bison bonasus): Cinco bisões, um adulto do sexo masculino e quatro do sexo feminino juvenil, foram introduzidos em abril de 2011. Os wisents foram trazidos para o parque a partir da Reserva Natural Prioksko-Terrasny. Perto de Moscou, o transporte foi mais complicado e levou mais tempo do que se pensava inicialmente, mas todos os animais se recuperaram rapidamente após a viagem. Os wisents foram liberados na área cercada maior depois de passar duas semanas na pequena paddock. Eles pareciam ser capaz de comer qualquer coisa, de cenouras para os ramos de salgueiro velhos, grama seca e até mesmo pedaços de manjedoura de madeira. Os cavalos Yakutian provou ser dominante sobre os wisents, que muitas vezes fugiam deles. Infelizmente, os wisents não suficientemente aclimatar nos primeiros meses. Eles começaram a molt em novembro, quando as temperaturas já estavam abaixo de -30 ° C (-35 ° F) em Cherskii. Os quatro jovens morreram; apenas o touro adulto sobreviveram. Ele agora está totalmente aclimatado.  Para o futuro, os planos de se concentrar na introdução debisonte de madeira, que são a esperança de ser melhor adaptadas ao clima do Ártico (veja abaixo).  (Números em parque no final de 2014: um macho adulto)
- Iaque domestico (Bos grunniens): Dez iaques domésticos foram adquiridos no Oblast de Irkutsk e introduzidos no Pleistocene Park em junho de 2017; Um bezerro nasceu alguns dias após a chegada. Os iaques são adaptados para estações de frio extremo, de crescimento curto para pastagem de ervas e condições de pastagem ásperas com sedimentos e plantas arbustivas. (Números no parque em junho de 2017: 10 adultos, 2 bezerros)
- Os maiores não-ungulados herbívoros ser encontradas no parque são a neve lebre (Lepus timidus), a marmota preto-tampado (Marmota camtschatica), e o esquilo da terra ártico (Spermophilus parryii).

Carnívoros:
- Lince eurasiático (Lynx lynx): Presente antes do início do projeto. É um importante predador de herbívoros de tamanho médio como lebres e veados.
- Lobo Tundra (Canis lupus albus): Apesar da baixa concentração original de ungulados, a área foi a casa de uma família lobo já antes do início do projeto. Este ártico subespécie do lobo cinzento é generalizada do norte da Escandinávia para o Península deKamchatka.
- Raposa do ártico (Vulpes lagopus): Presente antes do início do projeto. Bem adaptado à vida no ambiente ártico, sua pele muda de cor com a temporada: branco no inverno, marrom no verão.
- Urso pardo eurasiano (Ursus arctos arctos): presentes antes do início do projeto. Atualmente, o maior predador da região.
- Carcaju (Gulo gulo): Presente antes do início do projeto. A carnívoro atarracado e musculoso, o carcaju é um predador e necrófago poderoso e versátil.
- Raposa vermelha (Vulpes vulpes): Presente antes do início do projeto.  As raposas vermelhas são onívoros com uma dieta muito variada. Na antiga União Soviética, até 300 animais e algumas espécies de plantas dúzia são conhecidos para serem consumidos por eles.

Animais considerados para reintrodução:
Herbívoros:
Antílope Saiga
- Uapiti (Cervus canadensis sibiricus): tinha sido introduzida em abril de 2011. O veado norte-americano fizeram o seu caminho para o parque todo o caminho desde as regiões montanhosas de Altai. No centro sul da Sibéria Wapiti são muito bons e todos jumpers seis escapou dentro dos primeiros dois anos. A cerca está sendo reforçado para lidar com as apresentações futuras.
- Bisonte das florestas (Bison bison athabascae): Os planos originais para o rewilding de Bison tinha chamado para a introdução do bisonte de madeira norte-americana como um análogo ecológica para o extinto wisent do estepe, Bison priscus. Estes planos não funcionou e wisents foram adquiridas em seu lugar. Após a morte dos quatro wisents juvenis insuficientemente aclimatizadas (ver acima), os planos de se concentrar em bisonte de madeira novamente.
- Iaque selvagem (Bos mutus): Poderia ser trazida do platô tibetano. Junto com o wisent e as renas, a espécie poderia contribuir para uma maior proliferação de gramíneas na região.
- Carneiro selvagem (Ovis nivicola):. A imigração de áreas vizinhas é incentivada [carece de fontes?]
- Antílope Saiga (Saiga tatarica): Introdução está em fase de planejamento. [Carece de fontes?] A sua presença seria fundamental para a regulação de plantas venenosas na região que podem ser digeridas pelo saiga, mas são prejudiciais para outros herbívoros. Atualmente, SAIGAS livres só podem ser encontrados na Rússia na Reserva Natural Chyornye zemli.
- Camelo Bactriano Selvagem (Camelus ferus) ou camelo bactriano (Camelus bactrianus): Qualquer uma das espécies de camelo de duas corcundas poderia agir como um proxy para extintas espécies de camelos do Pleistoceno, cujos fósseis foram encontrados em áreas que antes faziam parte de Beringia. O camelo bactriano selvagem é criticamente em perigo e só é encontrado em algumas poucas áreas da China e Mongólia.
- Corço Siberiano (Capreolus pygargus):. A imigração de áreas vizinhas é incentivada [carece de fontes?]

Carnívoros:
Tigre siberiano
- Tigre siberiano (Panthera tigris altaica): Introdução planejado para uma fase posterior, quando herbívoros se multiplicaram. ameaçados e reduzida à região Primorye. Como a maior felino vivo, o tigre Siberian poderia desempenhar um papel fundamental na regulação do número de maiores herbívoros.

Os animais que poderiam ser colocados no parque, no caso de ser 'ressuscitado' da extinção:
Mamute modelo no BC Museu Real,Victoria, British Columbia
- Mamute lanoso (Mammuthus primigenius): Em Janeiro de 2011, o Yomiuri Shimbun informou que uma equipe de cientistas da Universidade de Kyoto estavam planejando extrair DNA de uma carcaça de mamute preservado num laboratório russo e inseri-lo em óvulos de elefantes na esperança de criar uma embrião mamute. Se a experiência bem-sucedida, o bezerro seriam levados para o parque, juntamente com os outros para formar uma população selvagem. Os pesquisadores afirmaram que seu objetivo era produzir o primeiro mamute no prazo de seis anos.

## Campo selvagem - o ramo sul do Parque Pleistoceno
Em 2011 para 2014 uma filial do Pleistoceno Parque chamado "Campo Selvagem" (russo : Дикое поле Dikoe pólo) foi construído perto da cidade de Tula em Tula Oblast na parte europeia da Rússia, cerca de 250 km (150 milhas) ao sul de Moscou. 
Ao contrário do Parque Pleistoceno, o objetivo principal do Campo Selvagem não é a pesquisa científica, mas o alcance público, ou seja, proporcionará um modelo do que um ecossistema de estepes de como parecia antes do advento dos humanos. Está situado perto de uma estrada federal e uma estação ferroviária e será acessível ao público em geral. 
Campo selvagem compreende 300 ha (3 km²)  dos quais 280 ha foram cercados e abastecidos com animais. Já presentes no parque são cavalos Bashkir selvagens (uma variante de Equus ferus caballus) da parte sul dos Montes Urais, Uapiti (Cervus canadensis sibiricus), Ovelhas domésticas (Ovis orientalis aries), corça (Capreolus spec.), Gado Kalmykian (uma raça de Bos primigenius taurus), e iaques domésticos (Bos mutus grunniens). O número total de grandes herbívoros em Wild Field Park totalizou cerca de 150 em abril de 2015. Um rebanho de 20 bisonte de planícies que seria entregue em março de 2014 pela True Nature Foundation, uma organização européia de restauração ecológica e Rewilding, não poderia ser importado devido a uma proibição geral de importação de bovinos de países afetados pelo vírus Schmallenberg. Em 2016, vários javalis (Sus scrofa) e um alce feminino (Alces alces) entraram na reserva através de entradas únicas especiais incorporadas nas cercas. Vários leitões de javali também foram comprados para serem introduzidos no parque após o amadurecimento. Em 2017, foram adicionadas quatro renas (Rangifer tarandus)  e 73 cabras domésticas Pridonskaya (Capra aegagrus hircus) .
A introdução de um grupo de teste de camelos (Camelus spec.) está em planejamento. Futuras introduções serão focadas no bisão, antílope Saiga, abutres, marmotas da estepe (Marmota bobak) e Esquilo da terra (Spermophilus suslicus)

## Parque Pleistoceno na ficção
O nome "Parque Pleistoceno" já apareceu algumas vezes em histórias de Ficção científica. Como exemplo, há a obra de ficção Redenção Pleistocena de  Dan Gallagher. Essas muitas histórias se assemelham ao Jurassic Park e seus ambientes são similares ao do Parque Pleistoceno.